# عملية هلاع
عملية مكافحة الإرهاب في بونتلاند (بالصومالية: Hawlgalka Ciribtirka Argagixisada ee Puntland) المعروفة بـ عملية هلاع (بالإنجليزية: Hilaac Operation)، هجوم عسكري واسع النطاق شنته القوات المسلحة في بونتلاند في نوفمبر 2024 ضد كل من مسلحي داعش والشباب. وأعلنت ولاية بونتلاند المتمتعة بالحكم الذاتي شمال شرق الصومال انطلاق العملية التي تقودها قوات الأمن، وقوات الدراويش، وقوات الشرطة البحرية، بدعم من القيادة الأمريكية في أفريقيا. وتستهدف العملية تنظيم الدولة الإسلامية في الصومال في منطقة علمسكاد بمحافظة بري، ويمثل هذا أول هجوم عسكري تشنه قوات بونتلاند منذ عملية قندلة في عام 2016.

## خلفية
تنظيم الدولة الإسلامية ولاية الصومال هو فرع تنظيم الدولة الإسلامية وينشط في منطقة القرن الأفريقي
وذلك عبر جمع الأموال لدعم عملياته، وأفادت مجموعة الأزمات الدولية في سبتمبر 2024 أن تنظيم الدولة الإسلامية في الصومال نجح في جمع الأموال وتوزيعها عبر شبكته.
وبحسب مجموعة الأزمات الدولية، تنامت قوة تنظيم الدولة الإسلامية في الصومال في السنوات الأخيرة. كما أشارت بعض التقارير إلى أن زعيم التنظيم قد يكون الآن الزعيم العالمي لتنظيم الدولة الإسلامية، غير أن هذه المعلومة لم تُؤكد، و زاد التنظيم من عمليات التجنيد في مختلف أنحاء العالم، ويشارك في تمويل الأنشطة الإرهابية في بلدان مختلفة.
في مايو 2024، ارتبط تنظيم الدولة الإسلامية في الصومال بالهجوم على السفارة الإسرائيلية في السويد، كما اعتقلت سلطات الولايات المتحدة مواطنًا أمريكيًا من أصل صومالي بتهمة التحريض على الإرهاب في نيويورك.
ورغم أن تنظيم الدولة الإسلامية في الصومال انبثق من حركة الشباب عام 2015، ولم يكن يملك مثل إمكانيات الحركة في جنوب الصومال، إلا أن حجمه تضاعف داخل الصومال حتى عام 2024. وحذر قائد القيادة الأميركية في أفريقيا الجنرال مايكل لانجلي من أن تنظيم الدولة الإسلامية في الصومال يزيد من أعداد عناصره، وخاصة في شمال الصومال.
وتصاعدت حدة الاشتباكات بين حركة الشباب وتنظيم الدولة الإسلامية واستمرت لأشهر، واستخدم الطرفان العبوات الناسفة في حين دارت اشتباكات مباشرة في أحيان أخرى. ونجح تنظيم داعش في الحد من نفوذ حركة الشباب في الجبال. وقد أظهرت بونتلاند تاريخيًا دفاعا قويا ضد المتمردين وصدا لهجماتهم، كتصديها لهجوم حركة الشباب على المناطق الساحلية عام 2016، ما أدى إلى وقوع خسائر فادحة في غضون أسبوع.

## استعدادات بونتلاند لمواجهة داعش
حشدت بونتلاند عشرة آلاف جندي لعملية كبيرة تستهدف معاقل داعش في منطقة علمسكاد في سلسلة جبال جوليس، وقد كانت هذه المناطق ملجأ لتنظيم داعش في الصومال منذ سنوات، ومكنتهم الطبيعة الوعرة لتلك المناطق من الإعداد وتجنيد المقاتلين.
وتنبنت بونتلاند نهجًا مختلفًا في مكافحة الإرهاب عن الحكومة الفيدرالية الصومالية.
وقطعت بونتلاند علاقاتها مع الحكومة الفيدرالية في مارس 2024. وأعلنت بونتلاند أنها استولت على مواقع سيطرة لداعش و48 كهفا كما دمرت العشرات من الطائرات المسيرة والألغام منذ بدء عملية "هلاع"  في ديسمبر 2024.

### دور المرأة
في الوقت الذي تنفذ فيه القوات المسلحة في بونتلاند عمليات عسكرية متواصلة ضد تنظيم الدولة الإسلامية في الصومال في جبال علمسكاد بمحافظة بري. حظيت القوات المسلحة بدعم قطاعات مختلفة من المجتمع الصومالي القاطن في بونتلاند.
وتعد النساء الشريحة الأكبر التي تقدم الدعم والمساعدة. وقالت كافي علي جيردي، رئيسة جمعية باري النسائية الإقليمية، لإذاعة صوت أمريكا ؛

## المرحلة الأولى
في 31 ديسمبر 2024، نجحت قوات بونتلاند في صد هجوم لتنظيم الدولة الإسلامية على قاعدة عسكرية في بلدة طرجالي أثناء التحضير لإطلاق عملية هلاع العسكرية بهدف محاربة الإرهاب. وكان أول هجوم واسع النطاق يشنه تنظيم داعش في الصومال، وشارك في الهجوم عدد من الانتحاريين الأجانب، وأعلنت قوات بونتلاند تصفيتها ما لا يقل عن اثني عشر مسلحًا، وانطلقت في اليوم التالي 1 يناير 2025 بشكل رسمي عملية هلاع ونشرت القوات المسلحة عشرات الجنود في مختلف قرى وبلدات محافظة بري. وسيطرت على مواقع للتنظيم كما أعلنت عن تصفيتها عشرات من مسلحي التنظيم، كما أعلن التنظيم شن هجمات على القوات.

## المرحلة الثانية
نشرت بونتلاند 500 جندي من النخبة من قواتها الدفاعية بعد تلقيهم دورات عسكرية لإعدادهم للقتال في المناطق الجبلية والحرب غير المتكافئة، كما وفرت بونتلاند للقوات أدوات ومعدات عسكرية وتكنولوجية لمواجهة تكتيكات داعش، بما في ذلك أجهزة التشويش على الطائرات بدون طيار وأجهزة لاكتشاف العبوات الناسفة.
بعد شهر من القتال في المرحلة الأولى، أطلقت بونتلاند المرحلة الثانية من عملياتها ضد داعش في جبال علمسكاد في محافظة بري. وبدأت المرحلة الثانية بمعارك برية مكثفة، وقام الجيش الأميركي بشن غارة جوية في الجبال.
في 1 فبراير 2025، أمر الرئيس الأمريكي دونالد ترامب الجيش بتنفيذ غارات جوية ضد مواقع تنظيم الدولة الإسلامية في جبال جوليس شمال الصومال واستهدفت الغارات سلسلة من الكهوف التي يستخدمها التنظيم.
في 2  فبراير، أعلن المتحدث العسكري باسم عملية هلاع أن الغارات الجوية الأمريكية ضد تنظيم الدولة الإسلامية أسفرت عن مقتل 46 مقاتلاً في منطقة جبال علمسكاد النائية. وفي 3 فبراير أكد المتحدث باسم الشرطة  أن القائد الكبير في تنظيم الدولة الإسلامية، عبد الرحمن شروع أو سعيد (لاهور)، رئيس فرقة الاغتيالات في التنظيم، قد استسلم للسلطات في بونتلاند.
في 10 فبراير أعلنت قوات بونتلاند أن الغارات الجوية التي استهدفت مخابئ تنظيم الدولة الإسلامية أسفرت عن مقتل أكثر من 13 مسلحاً أجنبياً في منطقة طسق في محافظة بري خلال الساعات الأربع والعشرين الماضية.

## المرحلة الثالثة

### بونتلاند تطلق المرحلة الأخيرة من حملتها ضد داعش
أعلن رئيس بونتلاند سعيد عبد الله ديني عن المرحلة الثالثة من عملية هلاع العسكرية، والتي تهدف إلى القضاء على مسلحي داعش المختبئين في المناطق الجبلية النائية، وأكد دني أن العملية ستركز على القضاء على المقاتلين المتبقين باستخدام القوات الجوية والبرية.
وأعلن الرئيس ديني أيضًا عن عفو مؤقت لمن يسلم نفسه من الأفراد الذين دعموا أو تعاونوا سابقًا مع تنظيم داعش وذلك خلال سبعة أيام .

## الوحدات العسكرية المشاركة في العملية

### بونتلاند
- قوات الأمن في بونتلاند
- قوات الشرطة البحرية في بونتلاند
- قوات الدراويش في بونتلاند
- وكالة الاستخبارات في بونتلاند
- قوات الشرطة في بونتلاند
- وحدة مكافحة الإرهاب

### الولايات المتحدة
- القوات المسلحة الأمريكية
- القيادة الأمريكية في أفريقيا

## روابط خارجية
- cto.pl.so